# CCC Blue Telecom
CCC Blue Telecom a fost o companie de televiziune prin cablu din România. În anul 2006, se afla pe locul 3 în topul televiziunilor prin cablu din România, după RCS & RDS și Vodafone (fostul UPC), cu 210.000 abonați, aproximativ 6% din piață.
Acțiunile companiei erau deținute de Doina Lilioara Rimar, cu 61,24% din capitalul social al companiei, Cătălin Chelu cu 8,56% și compania Zorder Big cu 26,82%.

## Controverse
Compania a făcut obiectul mai multor plângeri înaintate atât Parchetului de pe lângă Judecătoria Moinești, cât și Poliției municipale, Consiliului Concurenței, Președinției, ANAF, Ministerului Comunicațiilor și Tehnologiei Informațiilor, CNA și multor altor instituții abilitate să cerceteze bunul mers al companiilor al căror obiect de activitate este legat de comunicații sau să ancheteze posibilele fapte penale săvârșite în activitatea acestora.
Una dintre ele face referire la faptul că salariați ai CCC Blue Telecom și chiar "asociatul unic al societății" dau telefoane prin care amenință societățile concurente că li se vor prelua firmele și angajații "cu sau fără acordul vostru" - cum spun semnatarii, deteriorând sau furând echipamentele din rețeaua CATV.
De asemenea compania a fost acuzată că practică prețuri de ruinare, vânzând sub costuri programele contractate spre retransmitere, pentru a acapara piața și a înlătura concurenții.
La sfârșitul anului 2005, companiei CCC Blue Telecom SA i s-a retras, de către ANRC, pentru neplată, pentru o perioadă de cinci ani, dreptul de a mai furniza rețele publice de comunicații electronice și servicii de comunicații electronice.
Compania a contestat decizia în instanță, unde a avut câștig de cauză.